# سرقت (فیلم ۱۹۸۹)
سرقت (به انگلیسی: The Heist) فیلمی تلویزیونی محصول سال ۱۹۸۹ و به کارگردانی استوارت آرمی است. در این فیلم بازیگرانی همچون پیرس برازنان، تام اسکریت، وندی هیوز، نوبل ویلینگهام، تام اتکینز و رابرت پروسکی ایفای نقش کرده‌اند.